# The Holiday
The Holiday (Vacaciones en España y El descanso en Hispanoamérica) es una película estadounidense de 2006, escrita, producida y dirigida por Nancy Meyers, protagonizada por Cameron Diaz, Kate Winslet, Jude Law y Jack Black.

## Argumento
Amanda Woods (Cameron Diaz), es una mujer estadounidense con problemas con los hombres, e Iris Simpkins (Kate Winslet), una londinense con una relación tormentosa por la cual sufre, ya que el hombre del que está enamorada se ha comprometido con otra mujer. Amanda decide irse de vacaciones para olvidar su reciente ruptura. En una página de intercambio de casas encuentra la oferta de Iris y así intercambian residencias y pertenencias durante dos semanas en Navidad para salir de su ciudad y probar nuevos ambientes. Ambas logran encontrarse de nuevo consigo mismas y recuperar su amor propio, pero el destino tiene una nueva oportunidad para ellas.

## Reparto
- Cameron Diaz como Amanda Woods
- Kate Winslet como Iris Simpkins
- Jude Law como Graham Simpkins
- Jack Black como Miles Dumont
- Eli Wallach como Arthur Abbott
- Shannyn Sossamon como Maggie
- Edward Burns como Ethan Ebbers
- Rufus Sewell como Jasper Bloom

## Estrenos
| País                   | Estreno                                                     |
| ---------------------- | ----------------------------------------------------------- |
| España                 | Martes, 5 de diciembre de 2006                              |
| Emiratos Árabes Unidos | Jueves, 7 de diciembre de 2006                              |
| Rusia                  | Jueves, 7 de diciembre de 2006                              |
| Dinamarca              | Viernes, 8 de diciembre de 2006                             |
| Reino Unido            | Viernes, 8 de diciembre de 2006                             |
| Irlanda                | Viernes, 8 de diciembre de 2006                             |
| Islandia               | Viernes, 8 de diciembre de 2006                             |
| Kenia                  | Viernes, 8 de diciembre de 2006                             |
| Estados Unidos         | Viernes, 8 de diciembre de 2006                             |
| Sudáfrica              | Viernes, 8 de diciembre de 2006                             |
| Suiza                  | Miércoles, 13 de diciembre de 2006 (Región germanoparlante) |
| Egipto                 | Miércoles, 13 de diciembre de 2006                          |
| Corea del Sur          | Miércoles, 13 de diciembre de 2006                          |
| Alemania               | Jueves, 14 de diciembre de 2006                             |
| Grecia                 | Jueves, 14 de diciembre de 2006                             |
| Hungría                | Jueves, 14 de diciembre de 2006                             |
| Israel                 | Jueves, 14 de diciembre de 2006                             |
| Líbano                 | Jueves, 14 de diciembre de 2006                             |
| Países Bajos           | Jueves, 14 de diciembre de 2006                             |
| Portugal               | Jueves, 14 de diciembre de 2006                             |
| Singapur               | Jueves, 14 de diciembre de 2006                             |
| Eslovenia              | Jueves, 14 de diciembre de 2006                             |
| Austria                | Viernes, 15 de diciembre de 2006                            |
| Estonia                | Viernes, 15 de diciembre de 2006                            |
| Letonia                | Viernes, 15 de diciembre de 2006                            |
| Noruega                | Viernes, 15 de diciembre de 2006                            |
| Suecia                 | Viernes, 15 de diciembre de 2006                            |
| Bélgica                | Miércoles, 20 de diciembre de 2006                          |
| Serbia y Montenegro    | Jueves, 21 de diciembre de 2006                             |
| República Checa        | Jueves, 21 de diciembre de 2006                             |
| Croacia                | Jueves, 21 de diciembre de 2006                             |
| Eslovaquia             | Jueves, 21 de diciembre de 2006                             |
| Tailandia              | Jueves, 21 de diciembre de 2006                             |
| Ucrania                | Jueves, 21 de diciembre de 2006                             |
| Brasil                 | Viernes, 22 de diciembre de 2006                            |
| Chipre                 | Viernes, 22 de diciembre de 2006                            |
| Finlandia              | Viernes, 22 de diciembre de 2006                            |
| Lituania               | Viernes, 22 de diciembre de 2006                            |
| Polonia                | Viernes, 22 de diciembre de 2006                            |
| Australia              | Martes, 26 de diciembre de 2006                             |
| Francia                | Miércoles, 27 de diciembre de 2006                          |
| Turquía                | Viernes, 29 de diciembre de 2006                            |
| Armenia                | Sábado, 30 de diciembre de 2006                             |
| Hong Kong              | Jueves, 4 de enero de 2007                                  |
| Argentina              | Jueves, 11 de enero de 2007                                 |
| México                 | Viernes, 12 de enero de 2007                                |
| Bulgaria               | Viernes, 19 de enero de 2007                                |
| Malasia                | Jueves, 1 de febrero de 2007                                |
| Ecuador                | Viernes, 2 de febrero de 2007                               |
| Indonesia              | Jueves, 8 de febrero de 2007                                |
| Colombia               | Viernes, 9 de febrero de 2007                               |
| India                  | Viernes, 9 de febrero de 2007                               |
| Italia                 | Viernes, 9 de febrero de 2007                               |
| Venezuela              | Viernes, 9 de febrero de 2007                               |
| República de China     | Sábado, 10 de febrero de 2007                               |
| Pakistán               | Miércoles, 14 de febrero de 2007                            |
| Vietnam                | Viernes, 16 de febrero de 2007                              |
| Chile                  | Jueves, 22 de febrero de 2007                               |
| Kuwait                 | Miércoles, 28 de febrero de 2007                            |
| Panamá                 | Viernes, 2 de marzo de 2007                                 |
| Perú                   | Jueves, 8 de marzo de 2007                                  |
| Japón                  | Sábado, 24 de marzo de 2007                                 |
| Bolivia                | Jueves, 31 de mayo de 2007                                  |

## Producción
La producción de The Holiday comenzó en Los Ángeles para más tarde trasladarse a Inglaterra durante un mes, antes de terminar el rodaje en California. A pesar de que la casa de Amanda está ubicada en Brentwood, las escenas de exteriores en la propiedad privada fueron filmadas realmente en frente de la casa del sur de California del arquitecto Wallace Neff en San Marino, un suburbio junto a Pasadena. Las escenas del interior de la casa de Amanda fueron filmadas en los estudios Sony Pictures en Culver City. La parte británica de la película fue filmada parcialmente en Godalming y Shere, las aldeas en el condado de Surrey, en el sudeste de Inglaterra, que datan del siglo XI.